# Списак округа Вермонта
У савезној држави Вермонт постоји четрнаест округа. Ови окрузи заједно садрже 255 територијалних јединица, укључујући 247 места и 9 градова. Сваки округ има своје седиште, које се у Вермонту назива окружно место. 1779, Вермонт је имао два округа. Западна страна државе се звала округ Бенингтон а источна округ Камберленд. 1781, округ Камберленд је подељен у три округа у Вермонту и још један који је назван Вашингтон (не исти као модерни округ Вашингтон) који је касније постао део Њу Хемпшира. Данашњи округ Вашингтон је носио назив Џеферсон од настанка 1810. док није преименован 1814. Окрузи Есекс, Орлеанс и Каледонија се уобичајено називају Североисточним Краљевством.
ФИПС код округа је петоцифрени код Савезног стандарда за обраду информација (ФИПС) који једнозначно идентификује округе и еквиваленте округа у Сједињеним Државама. Последње три цифре јединствено означавају округ у оквиру државе а префикс од две цифре представља код државе. Државни код за Вермонт је 50, у оквиру Вермонта, код округа Адисон је 001, тако да је ФИПС код за тај округ 50001. Линкови у колони Фипс код у табели испод воде ка страници са подацима о датом округу на сајту Пописног бироа.

## Списак
| Округ            | ФИПС код | Окружно место | Настао                                            | Формиран из                                           | Добио име по                                                                                   | Становништво | Површина              | Мапа |
| Округ Адисон     | 001      | Мидлбери      | 1785                                              | дела округа Ратланд.                                  | Џозефу Адисону (1672-1719), енглеском политичару и писцу.                                      | 36.821       | 770 sq mi (1,995 km?) | [[Слика:Map of Vermont highlighting Addison County.svg\|80px\|alt={{{Alt\|Мапа државе са истакнутим округом Адисон.\|Мапа државе са истакнутим округом Адисон.]]           |
| Округ Бенингтон  | 003      | Бенингтон     | 1779                                              | један од два првобитна округа.                        | Бенингу Вентворту (1696-1770), колонијалном гувернеру Њу Хемпшира (1741-1766).                 | 37.125       | 1.751 km2             | [[Слика:Map of Vermont highlighting Bennington County.svg\|80px\|alt={{{Alt\|Мапа државе са истакнутим округом Бенингтон.\|Мапа државе са истакнутим округом Бенингтон.]]  |
| Округ Каледонија | 005      | Сент Џонсбери | 1792                                              | дела округа Оринџ.                                    | латинском називу за Шкотску.                                                                   | 31.227       | 1.686 km2             | [[Слика:Map of Vermont highlighting Caledonia County.svg\|80px\|alt={{{Alt\|Мапа државе са истакнутим округом Каледонија.\|Мапа државе са истакнутим округом Каледонија.]] |
| Округ Читенден   | 007      | Берлингтон    | 1787                                              | дела округа Адисон.                                   | Томасу Читендену (1730-1797), првом гувернеру Вермонта (1791-1797).                            | 156.545      | 1.396 km2             | [[Слика:Map of Vermont highlighting Chittenden County.svg\|80px\|alt={{{Alt\|Мапа државе са истакнутим округом Читенден.\|Мапа државе са истакнутим округом Читенден.]]    |
| Округ Есекс      | 009      | Гилдхол       | 1792                                              | дела округа Оринџ.                                    | Есексу, округу у Енглеској.                                                                    | 6.306        | 1.722 km2             | [[Слика:Map of Vermont highlighting Essex County.svg\|80px\|alt={{{Alt\|Мапа државе са истакнутим округом Есекс.\|Мапа државе са истакнутим округом Есекс.]]               |
| Округ Френклин   | 011      | Сент Олбанс   | 1792                                              | дела округа Читенден.                                 | Бенџамину Френклину (1706-1790), научнику и једном од оснивача Сједињених Држава.              | 47.746       | 1.650 km2             | [[Слика:Map of Vermont highlighting Franklin County.svg\|80px\|alt={{{Alt\|Мапа државе са истакнутим округом Френклин.\|Мапа државе са истакнутим округом Френклин.]]      |
| Округ Гранд Ајл  | 013      | Норт Хиро     | 1802                                              | делова округа Читенден и Френклин.                    | највећем острву на језеру Шамплејн.                                                            | 6.970        | 215 km2               | [[Слика:Map of Vermont highlighting Grand Isle County.svg\|80px\|alt={{{Alt\|Мапа државе са истакнутим округом Гранд Ајл.\|Мапа државе са истакнутим округом Гранд Ајл.]]  |
| Округ Ламојл     | 015      | Хајд Парк     | 1835                                              | Делова округа Читенден, Френклин, Орлинз и Вашингтон. | француској речи (галеб), име му је дао француски истраживач Самуелу де Шамплејну (~1570-1635). | 24.475       | 1.194 km2             | [[Слика:Map of Vermont highlighting Lamoille County.svg\|80px\|alt={{{Alt\|Мапа државе са истакнутим округом Ламојл.\|Мапа државе са истакнутим округом Ламојл.]]          |
| Округ Оринџ      | 017      | Челси         | 1781                                              | дела округа Камберланд.                               | Вилијаму III Оранском (1650-1702), краљу Енглеске.                                             | 28.936       | 1.785 km2             | [[Слика:Map of Vermont highlighting Orange County.svg\|80px\|alt={{{Alt\|Мапа државе са истакнутим округом Оринџ.\|Мапа државе са истакнутим округом Оринџ.]]              |
| Округ Орлинс     | 019      | Њупорт        | 1792                                              | делова округа Читенден и Оринџ.                       | граду Орлеану у Француској.                                                                    | 27.231       | 1.805 km2             | [[Слика:Map of Vermont highlighting Orleans County.svg\|80px\|alt={{{Alt\|Мапа државе са истакнутим округом Орлинс.\|Мапа државе са истакнутим округом Орлинс.]]           |
| Округ Ратланд    | 021      | Ратланд       | 1781                                              | дела округа Бенингтон.                                | месту Ратланду у Масачусетсу.                                                                  | 61.642       | 2.414 km2             | [[Слика:Map of Vermont highlighting Rutland County.svg\|80px\|alt={{{Alt\|Мапа државе са истакнутим округом Ратланд.\|Мапа државе са истакнутим округом Ратланд.]]         |
| Округ Вашингтон  | 023      | Монтпилијер   | 1810                                              | делова округа Оринџ, Каледонија и Читенден.           | Џорџу Вашингтону (1732-1799), првом председнику Сједињених Држава (1789-1797).                 | 59.534       | 1.787 km2             | [[Слика:Map of Vermont highlighting Washington County.svg\|80px\|alt={{{Alt\|Мапа државе са истакнутим округом Вашингтон.\|Мапа државе са истакнутим округом Вашингтон.]]  |
| Округ Виндам     | 025      | Њуфејн        | 1779[a] (као округ Камберланд) (преименован 1781) | један од два првобитна округа.                        | месту Виндаму у Конектикату.                                                                   | 44.513       | 2.044 km2             | [[Слика:Map of Vermont highlighting Windham County.svg\|80px\|alt={{{Alt\|Мапа државе са истакнутим округом Виндам.\|Мапа државе са истакнутим округом Виндам.]]           |
| Округ Виндзор    | 027      | Вудсток       | 1781                                              | дела округа Камберланд.                               | месту Виндзору у Конектикату.                                                                  | 56.670       | 2.515 km2             | [[Слика:Map of Vermont highlighting Windsor County.svg\|80px\|alt={{{Alt\|Мапа државе са истакнутим округом Виндзор.\|Мапа државе са истакнутим округом Виндзор.]]         |